# São Raimundo EC
São Raimundo Esporte Clube jest brazylijskim klubem piłkarskim z siedzibą w mieście Manaus w stanie Amazonas. Klub założony został 18 listopada 1918 roku.

## Osiągnięcia
- Copa Norte (3): 1999, 2000, 2001.
- Mistrz stanu Amazonas (Liga Campeonato Amazonense) (7): 1961, 1966, 1997, 1998, 1999, 2004, 2006.

## Historia
W roku 1915 założony został przez Francisco Rebelo oraz profesora Assisa klub o nazwie Risópolis Clube Recreativo.
Dnia 18 listopada 1918 klub zmienił swą nazwę na Risófoli Clube Recreativo. W grudniu tego samego roku klub zmienił nazwę na São Raimundo Esporte Clube.
W roku 1956 São Raimundo grało pierwszy raz w pierwszej lidze stanu Amazonas zwanej Campeonato Amazonense.
W roku 1961 klub pierwszy raz w historii został mistrzem stanu.
Od roku 1999 do 2001 klub trzy razy z rzędu wygrał Copa Norte. To były pierwsze tytuły klubu uzyskane w rozgrywkach międzystanowych.

## Stadion
Stadionem klubu São Raimundo jest mogący pomieścić 16000 widzów Estádio Ismael Benigno, oddany do użytku w roku 1961.

## Rywale
Największymi rywalami klubu São Raimundo są:  Nacional Manaus,  Rio Negro Manaus oraz  Sul América Manaus.

## Kibice
Grupy kibiców klubu:
- Comando Azul
- Furacão Azul
- Independente Fúria
- Torcida Organizada da Compensa
- Torcida Organizada Praiana
- Tufão Net
- Velha Guarda